# Bernd Krömer
Bernd Krömer (* 24. Oktober 1955) ist ein deutscher ehemaliger Politiker (CDU). Er war von 1996 bis 2011 Bezirksstadtrat in Berlin und im Anschluss bis 2016 Staatssekretär in der Berliner Senatsverwaltung für Inneres und Sport.

## Werdegang
Krömer legte 1974 am Leibniz-Gymnasium in Berlin-Kreuzberg das Abitur ab und studierte von 1975 bis 1983 den der Freien Universität Berlin Rechtswissenschaften. Die juristischen Staatsexamina folgten schließlich 1983 und 1986.
Im Anschluss trat er in die Senatsverwaltung für Inneres des Landes Berlin ein und war von 1988 bis 1994 in der Ausländerbehörde tätig, ehe er bis 1996 zur Senatsverwaltung für Verkehr und Betriebe wechselte. Dort leitete er zuletzt das Büro des Senators Herwig Haase (CDU).
Krömer ist Mitglied der CDU und wurde 1981 erstmals in die Bezirksverordnetenversammlung von Berlin-Schöneberg gewählt. Dieser gehörte er bis 1996 ununterbrochen an. Seit 1992 war er dort CDU-Fraktionsvorsitzender. Krömer gehört dem CDU-Ortsverband Lichtenrade an war dort bis 2017 stellvertretender Vorsitzender. Er war zudem lange Zeit durchgängig Delegierter auf Kreis- und Landesebene.
Von 2008 bis 2011 war er Generalsekretär der CDU Berlin. Ihm folgte der Bundestagsabgeordnete Kai Wegner nach.

## Öffentliche Ämter

### Bezirksstadtrat
Am 6. März 1996 wurde Krömer zum Bezirksstadtrat für Gesundheit und Soziales gewählt und wechselte nach der Berliner Bezirksreform am 1. Januar 2001 auf den Posten des Bezirksstadtrats für Sozialwesen des fusionierten Berliner Bezirks Tempelhof-Schöneberg. Am 15. November 2006 übernahm er schließlich das Amt des Bezirksstadtrats für Bauwesen.
Bei der Wahl am 18. September 2011 war Krömer CDU-Kandidat für das Amt des Bezirksbürgermeisters. Zwar gelang es ihm tatsächlich, die CDU wieder als stärkste Kraft im Bezirk zu etablieren, dennoch wurde ein Amtsantritt durch die Bildung einer neuen Zählgemeinschaft von SPD und Bündnis 90/Die Grünen verhindert. Schließlich wurde die SPD-Politikerin Angelika Schöttler zur neuen Bezirksbürgermeisterin gewählt, woraufhin sich Krömer aus dem Bezirksamt zurückzog.

### Staatssekretär
Nach den Wahlen 2011 wurde Krömer mit Bildung des rot-schwarzen Senats Wowereit IV zum Staatssekretär in der von Frank Henkel (CDU) geführten Senatsverwaltung für Inneres und Sport ernannt. Er übernahm die Zuständigkeit für den Bereich Inneres.
Mit dem Amtsantritt des Senats Müller II im Dezember 2016, schied Krömer schließlich aus dem Amt.